# Loi relative à la délimitation des régions, aux élections régionales et départementales et modifiant le calendrier électoral
Lire en ligne

Loi no 2015-29 du 16 janvier 2015

La loi no 2015-29 du 16 janvier 2015 relative à la délimitation des régions, aux élections régionales et départementales et modifiant le calendrier électoral est une loi française qui procède notamment à un redécoupage des régions. Elle fait partie de l'acte III de la décentralisation mis en œuvre sous la présidence de François Hollande.

## Contexte

### Contexte administratif

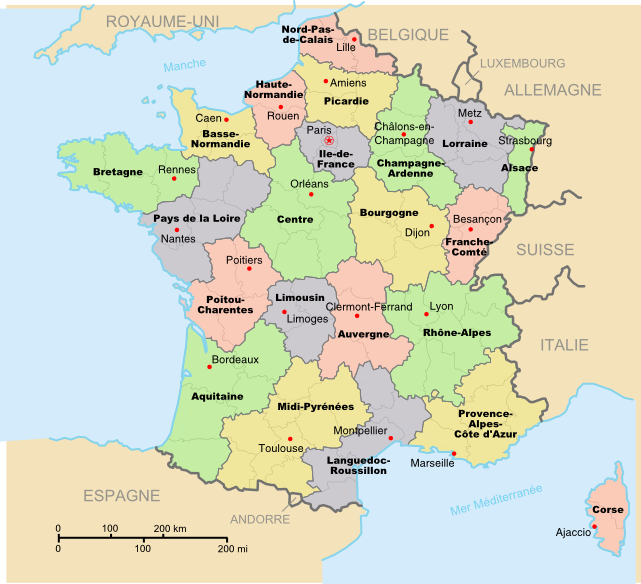
Carte des 22 régions métropolitaines de 1972 à 2015

Le découpage des régions françaises en vigueur en 2015 date de 1972 (loi n° 72-619 du 5 juillet 1972) et les missions des collectivités territoriales ont été redéfinies par les lois Defferre de 1983.
De 1972 à 2015, il existe 27 régions (22 en France Métropolitaine et 5 régions monodépartementales de l'Outre-mer français).

### Contexte politique
Le découpage territorial en France fait l'objet de volontés de réformes de la part d'une grande partie de la classe politique, afin de réduire le nombre d'échelons administratifs (communes, intercommunalités, départements, régions) et d'avoir des régions de taille supérieure pour pouvoir rivaliser avec d'autres grandes régions européennes (Catalogne, Bavière, etc.).
La réforme des collectivités territoriales engagée sous la présidence de Nicolas Sarkozy, sur proposition du comité Balladur, avait abouti à la suppression des conseillers généraux et des conseillers régionaux et leur remplacement par des conseillers territoriaux siégeant à la fois au conseil général et au conseil régional. Comme annoncé par François Hollande dans son programme de campagne, cette réforme a été abrogée par la loi du 17 mai 2013, sans avoir eu le temps d'être mise en œuvre.
Néanmoins, une réforme du « millefeuille territorial » français est voulue par ce dernier, qui confie à Manuel Valls une feuille de route contenant deux mesures principales : une « réduction de moitié du nombre de régions dans l'Hexagone » et la suppression des conseils généraux.

### Annonce de François Hollande

Carte des 14 régions proposées par François Hollande dans sa tribune du 3 juin 2014.

En annexe à une tribune de François Hollande du 3 juin 2014 figure la carte d'un nouveau découpage territorial repris ensuite dans le projet de loi « relatif à la délimitation des régions, aux élections régionales et départementales et modifiant le calendrier électoral » présenté le 18 juin : la France serait désormais découpée en 14 régions contre 22 auparavant :
- l'Aquitaine, la Bretagne, la Corse, l'Île-de-France, le Nord-Pas-de-Calais, la Provence-Alpes-Côte d'Azur et les Pays de la Loire resteraient inchangées ;
- fusion du Centre, de Poitou-Charentes et du Limousin ;
- fusion du Midi-Pyrénées et du Languedoc-Roussillon ;
- fusion de l'Auvergne et du Rhône-Alpes ;
- fusion de la Bourgogne et de la Franche-Comté ;
- fusion de l'Alsace et de la Lorraine ;
- fusion de la Basse-Normandie et de la Haute-Normandie ;
- fusion de la Picardie et de la Champagne-Ardenne[6].

La population moyenne de ces nouvelles entités atteindrait 4,5 millions d'habitants, contre 2,9 auparavant.
À peine présenté, ce projet de redécoupage territorial rencontre des oppositions. Certains dénoncent le manque de concertation et sont déçus que leurs régions de prédilection ne fusionnent pas, quand d'autres refusent le mariage qui leur est imposé. Certains pointent le déséquilibre entre les poids économiques des différentes régions : la nouvelle région Rhône-Alpes-Auvergne serait appelée à devenir la quatrième région d'Europe avec 7,2 millions d'habitants et 12 % du PIB du pays alors que la région voisine Bourgogne Franche-Comté ne compterait que 2,8 millions d'habitants et 2,6 % du PIB.

### Réactions à la tribune de François Hollande
Les réactions à cette nouvelle carte territoriale ne se font pas attendre, suscitant parfois de violentes critiques de la part des élus et des membres de la société civile.
Des manifestations sont organisées en Alsace et une farouche opposition s’organise contre la disparition de la Région Alsace.
Le maintien de Nantes en dehors de la région Bretagne, est ainsi critiqué par l’ancien premier ministre Jean-Marc Ayrault, favorable à une fusion des régions Pays de la Loire et Bretagne et par le président du groupe écologiste à l’assemblée nationale François de Rugy, qui juge ce redécoupage « absurde » et le voit comme un « cauchemar », estimant que « la Bretagne est la région de France qui a depuis des années une revendication de réunification, de redécoupage […], et bien non, on nous fait une carte où la région Pays de la Loire, qui est complètement artificielle, est maintenue telle quelle ». Le leader des « Bonnets rouges » Christian Troadec, estime quant à lui cette décision « révoltante ». Au contraire, pour le président de la région Pays de la Loire, Jacques Auxiette, qui plaidait depuis des mois pour le maintien de l’intégrité territoriale de sa région, ce statu quo est « raisonnable ».
La création d’une grande région rassemblant Centre, Poitou-Charentes et Limousin, vaste ensemble comprenant des territoires allant de la grande banlieue parisienne à l’estuaire de la Gironde et des rives de la Loire aux plateaux du Limousin, est dénoncée par de nombreux élus locaux. En Charente et en Charente-Maritime, départements situés non loin de l’Aquitaine et fortement influencés par Bordeaux, le président socialiste du Conseil général de Charente, Michel Boutant, se dit « catastrophé et déconcerté », « scandalisé, écœuré par une telle arrogance et autant de mépris à l’égard des territoires », estimant « qu’une scission de Poitou-Charentes n’est pas chose taboue ». Son homologue UMP de Charente-Maritime Dominique Bussereau évoque « un mariage forcé » et estime nécessaire « une résistance républicaine », jugeant « pour nous, c’est l’Aquitaine ou on s’en va ». Même son de cloche de la part du président UMP du conseil général du Loiret, pour qui il s’agit « d’improvisation totale ». Pour Philippe Vigier, député centriste d’Eure-et-Loir, cette nouvelle entité « va être la région de France la plus grande et la plus pauvre ». En revanche, Jean-François Macaire, président socialiste de la région Poitou-Charentes, « se félicite du non-démantèlement de l’entité Poitou-Charentes », tout en reconnaissant « que cela ne va pas satisfaire des élus de Charente et de Charente-Maritime ». La décision de constituer cette nouvelle région suscite également des réactions des milieux universitaires. Pour Jean-Marie Augustin, professeur émérite de droit et sciences sociales à l’université de Poitiers, « il n’y a aucune cohérence géographique, historique, et – c’est peut-être les plus importants – sociologique […]. Quid de l’intérêt économique ? ». Il ajoute : « maintenant, on va partir de La Rochelle jusqu’à Chartres. Quel est le point commun entre quelqu’un qui habite le Loiret et la Charente ou la Charente-Maritime ? ». Le mécontentement touche également les milieux économiques. Le président de l'Union patronale de la Charente, Alain Lebret, estime que « notre développement est avec Bordeaux. Si on nous met dans une autre région administrative, nous continuerons à travailler avec Bordeaux mais cela représentera des entraves, un handicap ». Le regroupement de l'Aquitaine et de Poitou-Charentes est également souhaité par des représentants du monde économique aquitain. C'est notamment le cas de Jean-François Clédel, président du Medef de Gironde, qui déclare dans le journal économique La Tribune : « Les échanges sont beaucoup plus soutenus avec le Sud de Poitou-Charentes. Une fusion aurait donc plus de sens, économiquement parlant, avec tout ou partie de Poitou-Charentes et peut-être la Corrèze. ». Ce même journal cite Serge Marcillaud, président de la CGPME Aquitaine : « Une fusion de l'Aquitaine avec la Charente-Maritime et la Charente me semblerait être du bon sens. Si on parle de régions, on doit aussi parler de métropoles […] » et Pierre Goguet, président de la Chambre de commerce et d'industrie de Bordeaux : « Ce qui me choquerait vraiment ce serait que le rapprochement ne concerne pas la Charente et la Charente-Maritime. Ce que je dis à l'administration, c'est qu'il serait aberrant que les Charentes tournent le dos à Bordeaux ! Nous travaillons très régulièrement ensemble. Bordeaux est très proche de Cognac et d'Angoulême, tant sur le plan économique que des infrastructures de transport ».
Si elle donne lieu à la formation d’un grand pôle économique, la fusion entre Midi-Pyrénées et Languedoc-Roussillon est diversement appréciée. Pour Martin Malvy, président socialiste du conseil général de Midi-Pyrénées, « ce projet est une chance afin d’être mieux armé pour affronter la concurrence des poids-lourds régionaux de Provence-Alpes-Côte d'Azur et Rhône-Alpes, mais aussi la Catalogne ». À l’inverse, le président socialiste de Languedoc-Roussillon, Christian Bourquin, parle « d’humiliation ».
La création d’une région Picardie-Champagne-Ardenne ne convainc pas non plus de nombreux élus, considérant le peu de synergies entre des territoires aussi différents. Le président socialiste de la région Picardie, stupéfait, indique « que cette option n’était pas sur la table le matin même », concluant « j’ai beaucoup de respect pour la Champagne, mais je ne comprends pas bien la cohérence ». Le sentiment de mécontentement est également présent chez plusieurs élus de l’Oise, département de la grande banlieue de Paris. Pour la sénatrice-maire UMP de Beauvais, Caroline Cayeux, « il s’agit d’un coup d’état territorial » et pour le 1er vice-président socialiste du département, André Vantomme, « le découpage […] ne correspond en rien aux attentes et aux besoins de nos habitants ».

## Projet de loi du 18 juin 2014

### Délimitation des régions
Le chapitre 1 du projet de loi est consacré au redécoupage régional. Le gouvernement part du constat que le périmètre actuel des régions est issu de la définition, à partir des départements, des circonscriptions d’action régionale par le décret n°60-516 du date 2 juin 1960 portant harmonisation des circonscriptions administratives et est donc très ancien, et que pour exercer ces compétences accrues de façon efficace et pouvoir se comparer avec les échelons administratifs des pays voisins européens, il convient d’atteindre une taille régionale critique suffisante. L'article 1 définit ainsi un nouveau découpage portant le nombre de régions de 22 à 14, celui présenté par le Président de la République le 3 juin 2014.
Selon l'article 2, le chef-lieu des nouvelles régions issues d’un regroupement de régions actuelles serait fixé de façon provisoire par décret simple avant la création de ces régions après avis des actuels conseils régionaux et consultation des conseils municipaux concernés. Les conseils régionaux devraient par ailleurs assurer une concertation locale avant de rendre leur avis. Dans un deuxième temps, la fixation du chef-lieu serait définitivement actée par décret en Conseil d’État pris avant le 1er janvier 2016 après avis du nouveau conseil régional élu en décembre 2015.
L’article 3 abroge les dispositions organisant la fusion volontaire entre régions, devenues inutiles une fois que la carte aurait été redessinée par le législateur.
L’article 4 fixe au 1er janvier 2016 la date d’entrée en vigueur de la nouvelle carte régionale.
En 2007, la France a ratifié la Charte européenne de l’autonomie locale » dont l’article 5 prévoit que « Pour toute modification des limites territoriales locales, les collectivités locales concernées doivent être consultées préalablement, éventuellement par voie de référendum là où la loi le permet ». Or, le gouvernement n’a pas consulté les collectivités locales et n’a pas organisé de référendum, violant ainsi les dispositions de la charte. "La Charte a été ratifiée par la France (le 17 janvier 2007, publiée par décret no 2007-679 du 3 mai 2007). En vertu de l’article 55 de la Constitution, « Les traités ou accords régulièrement ratifiés ou approuvés ont, dès leur publication, une autorité supérieure à celle des lois ». De nombreuses décisions de justice françaises reconnaissent qu’une loi qui viole un accord international ratifié et publié est invalide.

### Élections régionales
La mise en place de cette nouvelle carte conduit à la modification du calendrier électoral des élections régionales. En effet, ces dernières, prévues en mars 2015, le sont à une échéance trop rapprochée de la modification des circonscriptions électorales que le présent projet de loi opère. Le calendrier de l’élection des conseillers départementaux - qui doivent être élus en même temps que les conseillers régionaux en mars 2015 – est également modifié. Le projet de loi propose ainsi le report de l’élection des conseillers départementaux et régionaux à décembre 2015, à la fois pour conserver la concomitance des élections et pour assurer que la redéfinition des compétences des départements est achevée.
Par ailleurs le projet de loi modifie le tableau no 7 annexé au code électoral définissant l’effectif de chaque conseil régional ainsi que les sections départementales composant les circonscriptions électorales régionales et le nombre de candidats par circonscription pour tenir compte des nouvelles délimitations des régions. Pour déterminer le nombre de conseillers régionaux des futures régions, l’article 6 du projet de loi, dans sa version initiale, met en œuvre une méthode simple, en procédant à l’addition des effectifs, déjà prévus dans le code électoral, des conseils régionaux actuels et en le plafonnant à 150 élus par conseil régional.
Le mode de scrutin pour l'élection des conseillers régionaux serait également légèrement modifié afin de garantir une meilleure représentation des territoires, avec en particulier l'introduction d'un plancher d’un siège de conseiller régional par département.

## Processus parlementaire
La procédure législative comprend trois phases principales : le dépôt du texte, son examen par le Parlement et sa promulgation par le Président de la République, après une éventuelle saisine du Conseil constitutionnel pour examen de la conformité du texte à la Constitution. Le texte est examiné successivement par les deux assemblées du Parlement en vue de l’adoption d’un texte identique. Dans le cas du présent projet de loi, le gouvernement a décidé d'utiliser la procédure dite du "temps programmé", qui permet de limiter la durée des débats (30 heures en l'occurrence) et la procédure dite "accélérée" qui réduit le nombre de navettes entre les deux assemblées.
| Première lecture     | Première lecture | Première lecture | Deuxième lecture | Deuxième lecture | Commission mixte paritaire | Nouvelle lecture | Nouvelle lecture | Lecture définitive | Conseil constitutionnel | Président         |
| Sénat                | Sénat            | Assemblée        | Sénat            | Assemblée        | Assemblée + Sénat          | Assemblée        | Sénat            | Assemblée          | Conseil constitutionnel | Président         |
| -------------------- | ---------------- | ---------------- | ---------------- | ---------------- | -------------------------- | ---------------- | ---------------- | ------------------ | ----------------------- | ----------------- |
| Dépôt                | Vote             | Vote             | Vote             | Vote             | Résultat                   | Vote             | Vote             | Vote               | Contrôle                | Promulgation      |
| 18 juin 2014         | 4 juillet 2014   | 23 juillet 2014  | 30 octobre 2014  | 25 novembre 2014 | 27 novembre 2014           | 9 décembre 2014  | 15 décembre 2014 | 17 décembre 2014   | 15 janvier 2015         | 16 janvier 2015   |
| Texte Étude d’impact | Texte adopté     | Texte adopté     | Texte adopté     | Texte adopté     | Désaccord                  | Texte adopté     | Texte adopté     | Texte adopté       | Conformité partielle    | Publication au JO |

### Première lecture du texte de loi au Sénat: le texte est vidé de sa substance
Les 25 et 26 juin 2014, les présidents des groupes UMP, RDSE et CRC demandent une réunion de la conférence des présidents du Sénat afin qu'elle se prononce sur le respect des règles fixées par la loi organique du 15 avril 2009 pour la présentation du projet de loi. Réunie le 26 juin, celle-ci s'oppose à l'inscription de l'examen du projet de loi à l'ordre du jour de la séance du mardi 2 juillet, estimant que l'étude d'impact jointe au projet ne respecte pas les règles fixées par ladite loi organique. Le Premier ministre Manuel Valls saisit le Conseil constitutionnel qui publie le 1er juillet sa décision et valide sur la forme le projet de loi, estimant que celui-ci a été présenté dans des conditions « conformes aux exigences de la loi organique ». Concernant la faible évaluation de l'impact de la loi sur les emplois publics, le Conseil estime qu’il ne saurait en particulier être fait grief à cette étude d'impact de ne pas comporter de développements sur l'évolution du nombre des emplois publics dès lors que le gouvernement ne mentionne pas la modification de ce nombre dans les objectifs poursuivis par ce projet de loi,,,.
Le 1er juillet, Jean-Pierre Chevènement et plusieurs autres sénateurs déposent une motion référendaire qui est adoptée par la commission spéciale sur la délimitation des régions puis par le Sénat lui-même le 2 juillet par 175 voix pour, 134 contre et 32 abstentions, mais est rejetée le même jour par l'Assemblée nationale par 102 voix contre 27. Cette procédure retarde de deux jours le début de l'examen du projet de loi par la chambre haute, prévu initialement le mardi 1er : selon le sénateur socialiste Michel Delebarre, rapporteur de la commission spéciale, c'était « le seul objectif » de la motion.
Le texte est ensuite examiné en première lecture par le Sénat du 2 au 5 juillet 2014 et fait l’objet d’importants amendements. Grâce à une alliance UMP, communistes et radicaux de gauche, l'article 1er — qui définit une nouvelle carte des régions — est supprimé, ainsi que l'article 12 qui prévoit le report des élections régionales et départementales de mars à décembre 2015. Le texte, ainsi vidé de sa substance est adopté dans la nuit du vendredi 4 au samedi 5 par 184 pour et 129 contre (PS, Verts).

### Première lecture à l'Assemblée nationale: succession de cartes

Carte des 14 régions, présentée par la Commission des lois de l'Assemblée nationale en première lecture le 10 juillet 2014.

Carte des 13 régions, adoptée par l'Assemblée nationale en première lecture le 18 juillet 2014.

Le nouveau texte déposé le 10 juillet 2014 par Carlos Da Silva, au nom de la Commission des lois de l'Assemblée nationale dont il est rapporteur, rétablit la carte des 14 régions, avec une modification notable par rapport au projet initial : le Limousin est détaché de la région formée avec le Centre et Poitou-Charentes pour être rattaché à l’Aquitaine. Selon le rapporteur il s’agirait de la seule modification qui ferait consensus. Cette modification est soutenue par les élus de Corrèze, notamment le maire de Tulle et conseiller de François Hollande à l’Élysée, Bernard Combes, mais pas par ceux d'Aquitaine comme les Landais Henri Emmanuelli et Alain Vidalies qui militent, dans un amendement, pour la création d’une région Sud-Ouest regroupant Aquitaine et Midi-Pyrénées, qui « correspond à l’évidence à une forte cohérence culturelle, économique et géographique ». Des élus de Poitou-Charentes, comme Delphine Batho, demandent de leur côté le rattachement de leur région à l’Aquitaine et au Limousin, ce à quoi l’ancienne présidente du conseil régional, Ségolène Royal, s’était jusqu'à présent opposée. À l'Ouest, la Bretagne et les Pays de la Loire restent séparés comme dans le projet gouvernemental. Mais l’ancien Premier ministre Jean-Marc Ayrault, redevenu député de Loire-Atlantique, signe avec 17 autres parlementaires des Pays de la Loire un appel à une fusion avec la Bretagne.
L'article 2 précisant que le chef-lieu provisoire serait déterminé en 2015 par décret après consultation des conseils régionaux existants et organisation d’un large débat est également rétabli. Après les élections régionales de décembre 2015, le conseil régional nouvellement élu pourrait tirer les conséquences de ce débat pour proposer au Gouvernement le choix d’un chef-lieu définitif – qui n'aurait pas à concentrer toutes les implantations géographiques des services et toutes les réunions du conseil régional – ainsi que le nom qui lui semblera le plus adapté à la nouvelle région.
La nouvelle rédaction de l’article 3 adoptée par la commission des lois fixe un nouvel encadrement des procédures existantes permettant l’évolution de la carte régionale et en particulier aménage désormais un « droit d’option », en assouplissant les conditions dans lesquelles les délimitations régionales pourraient évoluer afin qu’un département puisse, de manière volontaire, changer de région de rattachement. Une modification du nombre et de la répartition des conseillers régionaux strictement liée à la nouvelle carte régionale est également proposée et le plancher est porté de un à deux conseillers régionaux par département.
Le mardi 15 juillet, les députés PS s'accordent sur une nouvelle carte à 13 régions : Poitou-Charentes rejoindrait l’Aquitaine et le Limousin, laissant le Centre seul, tandis que la Picardie se détacherait de la Champagne-Ardenne pour rejoindre le Nord-Pas-de- Calais, la Champagne-Ardenne fusionnerait avec l’Alsace et la Lorraine. La Bretagne et les Pays de la Loire resteraient toujours deux régions distinctes.
Concernant la fusion des régions Nord-Pas-de-Calais et Picardie, Martine Aubry et des responsables socialistes du Nord dénoncent dans un communiqué du 16 juillet 2014 une « aberration économique et sociale ». « La création de grandes régions est faite pour donner à ces nouvelles collectivités tous les atouts permettant leur développement. Or le Nord-Pas-de-Calais et la Picardie, du fait de leur situation économique et sociale particulièrement difficile, n'ont pas cette capacité », souligne le texte.
Le rattachement de la Champagne-Ardenne à l'Alsace et à la Lorraine soulève également des protestations, commençant par celle des députés PS alsaciens, Philippe Bies et Armand Jung ainsi que le sénateur-maire de Strasbourg, Roland Ries, qui s'était battu pour que la Champagne-Ardenne ne soit pas associée au territoire alsacien, craignant alors que Strasbourg perde son statut de capitale régionale et que le centre de gravité territorial se déplace vers Nancy. De leur côté, autour de Philippe Richert, les élus de la droite alsacienne expriment par communiqué leur opposition « ferme et unanime » à la carte proposée par le groupe PS de l'Assemblée nationale.
Le devenir de la région Centre, maintenue en l'état dans la dernière version mise en discussion, est quant à lui incertain. Un scénario fait l'unanimité chez les élus centrais : un rapprochement avec les Pays de la Loire pour créer une région Val de Loire, objet d'un amendement déposé par les centristes Maurice Leroy et Philippe Vigier qui craignent toutefois que l'opposition de Jean-Marc Ayrault ne fasse échouer le projet. Parallèlement l'appel de sept députés PS du Centre qui ont signé un amendement pour opérer cette union va dans le même sens. Toutefois d'autres options envisagent un rattachement des départements du nord de la région à l'Île-de-France, une hypothèse qui « permettrait de donner toute son utilité, sa pertinence à la métropole du Grand Paris, dans une très grande région parisienne », selon André Vallini.
La carte à 13 régions (dont la Corse), dont le descriptif correspond au chapitre I du projet de loi, est adoptée le vendredi 18 juillet par 52 voix, dont certaines à droite, contre 23. L'Assemblée adopte en première lecture l'ensemble du texte par un vote solennel le 23 juillet 2014 par 261 voix pour, 205 contre et 85 abstentions.

### Deuxième lecture au Sénat

Carte de 15 régions, présentée par la Commission spéciale du Sénat en seconde lecture le 21 octobre 2014 et adoptée par le Sénat le 30 octobre 2014.

Les élections sénatoriales ont lieu le 28 septembre 2014 et voient la majorité du sénat basculer à droite. Les nouveaux membres de la commission spéciale constituée pour l'examen du projet de loi sur la réforme territoriale sont nommés le mercredi 8 octobre et celle-ci se réunit le 21 octobre. Après avoir en première lecture supprimé la carte des régions, sans proposer d'alternative, les sénateurs se montrent en deuxième lecture plus constructifs. La Commission adopte le 21 octobre, en seconde lecture, une nouvelle carte de quinze régions entrant en vigueur le 1er janvier 2016. L'Alsace serait désormais séparée du bloc Lorraine et Champagne-Ardenne et les régions Languedoc-Roussillon et Midi-Pyrénées ne seraient plus fusionnées. Une manifestation, organisée le 11 octobre à Strasbourg par les grands élus de la région et des départements alsaciens et qui avait réuni entre 6 800 personnes selon la police et 15 000 selon les organisateurs, avait soutenu la position d'une Alsace autonome,.
Par ailleurs la commission adopte des amendements proposés par plusieurs sénateurs de la région Centre modifiant la dénomination de cette région qui deviendrait Centre-Val de Loire. En outre pour faciliter la fusion des départements d'Alsace, la commission rétablit la faculté d'une fusion entre deux départements, que les députés avaient interdite. Cette décision pourrait être prise sans recours au référendum local mais à la majorité des trois cinquièmes des suffrages exprimés dans les assemblées délibérantes concernées. Enfin pour résoudre le rattachement du département de la Loire-Atlantique à la Bretagne, un département pourrait, après décision de son assemblée délibérante adoptée à la majorité des trois cinquièmes, rejoindre une région limitrophe, les assemblées de la région d'origine et de la région d'accueil devant également approuver ce changement à la majorité des trois cinquièmes des suffrages exprimés,.
Le Sénat adopte le projet de loi remanié avec une carte à 15 régions métropolitaines (dont la Corse) le 30 octobre 2014 par 175 voix contre 33, une carte conforme à celle adoptée par la commission spéciale, repoussant des amendements de sénateurs visant à rétablir une grande région Alsace-Champagne-Ardenne-Lorraine ou la fusion Languedoc-Roussillon et Midi-Pyrénées prévue par l'Assemblée ou encore le maintien d'une région Nord-Pas-de-Calais séparée de la Picardie.
Concernant la facilitation du droit d'option pour les départements souhaitant changer de région à partir de 2016, le Sénat va plus loin que l'Assemblée nationale, qui avait déjà supprimé l'obligation de référendum local, en limitant le pouvoir de blocage de la région quittée : celle-ci ne pourrait empêcher le départ de son département qu’à condition de réunir, cette fois, une majorité des 3/5e. Les départements susceptibles de pouvoir engager cette possibilité de droit d'option sont la Loire-Atlantique pour un rattachement à la Bretagne (mais les oppositions, au sein des Pays de la Loire et même à Nantes sont nombreuses), l’Aisne à la Champagne-Ardenne, l’Oise à l’Île-de-France, le Gard à la région PACA, le Cantal à la région Midi-Pyrénées, le Jura à la région Rhône-Alpes ou le Territoire de Belfort à l’Alsace.

### Deuxième lecture à l'Assemblée nationale
Le texte est transmis par le Sénat à la commission des Lois de l'Assemblée nationale le 31 octobre pour un examen en deuxième lecture. Le 12 novembre 2014, les députés rétablissent la carte à 13 régions. La Commission des lois maintient néanmoins la modification, introduite par les sénateurs, du nom de la région Centre, qui deviendrait "Centre-Val de Loire". L'ensemble des autres dispositions est rétabli dans la forme du texte adopté par l'Assemblée nationale le 24 juillet comme en particulier le mécanisme prévu pour permettre à un département de changer de région. Le texte est adopté en seconde lecture par les députés le 25 novembre 2014 par 277 voix contre 253.

## Texte adopté
Le texte a été définitivement adopté le 17 décembre 2014. Après avis du Conseil constitutionnel du 15 janvier 2015, la loi entre officiellement en vigueur le 16 janvier après sa promulgation par le Président de la République.

### Délimitation des régions

#### Nouveau découpage territorial
Le nouveau découpage des régions, dont le nombre est porté de 22 à 13 leurs limites territoriales entre en vigueur le 31 décembre 2015 (article 1).
Le nom provisoire de chaque région est constitué de la juxtaposition, dans l’ordre alphabétique, des noms des régions regroupées, à l’exception de la région constituée du regroupement de la Basse-Normandie et de la Haute-Normandie, qui est dénommée « Normandie ». Le nom définitif doit être fixé par décret avant le 1er octobre 2016 (article 2).
Le chef-lieu provisoire de chaque région est fixé par décret pris avant le 31 décembre 2015, après avis du conseil municipal de la commune envisagée comme siège du chef-lieu et des conseils régionaux intéressés. Strasbourg est par exception désignée comme nouveau le chef-lieu définitif de la région Alsace-Champagne-Ardenne-Lorraine. L’avis des conseils régionaux est rendu après consultation du conseil économique, social et environnemental régional et après concertation avec les représentants des collectivités territoriales, des organismes consulaires et des organisations professionnelles représentatives. Les chefs-lieux définitifs sont fixés par décret en Conseil d’État pris avant le 1er octobre 2016, après avis du conseil régional de la région constituée article 2).
L’emplacement de l’hôtel de région sera « fixé par le conseil régional ». Seules deux nouveautés sont introduites dans le texte : les Conseils économiques, sociaux et environnementaux des régions (Ceser) des régions amenées à se regrouper seront consultés sur la localisation définitive du futur chef-lieu et un autre amendement adopté prévoit que le nouveau conseil régional aura « la faculté d’organiser des séances par alternance entre plusieurs lieux de réunion ». La loi spécifie également qu'une même unité urbaine ne regroupe le chef-lieu proposé, l'hôtel de la région et le lieu de la majorité des réunions du conseil régional que si elle est adoptée à la majorité des trois cinquièmes des membres du conseil régional.

#### Droit d'option des départements
Les dispositions entourant le futur « droit d'option » pour les départements souhaitant changer de région à partir de 2016 ont été très débattues. Les élus bretons, entre autres, ont échoué à assouplir ce droit d'option jugé "trop complexe" dans une perspective de « réunification » de la Bretagne avec la Loire-Atlantique.
L'article L4122-1-1 du CGCT prévoit en effet la possibilité de transfert d'un département d'une région à une autre, mais selon des conditions très strictes. Un département et deux régions contigües peuvent demander, par délibérations concordantes de leurs assemblées délibérantes, une modification des limites régionales visant à inclure le département dans le territoire d'une région qui lui est limitrophe. La demande de modification ne peut être inscrite à l'ordre du jour de chacune des assemblées qu'à l'initiative d'au moins 10 % de leurs membres, une condition introduite par la loi du 27 janvier 2014. Une suite ne peut dès lors être donnée par le Gouvernement que si le projet reçoit l'accord de la majorité absolue des suffrages exprimés, correspondant à un nombre de voix au moins égal au quart des électeurs inscrits.
Ces conditions sont maintenues et même durcies puisque les délibérations des différentes assemblées doivent désormais être « adoptées à la majorité des trois cinquièmes des suffrages exprimés » (article 3) et non plus à la majorité absolue, des conditions que certains jugent « verrouillées ». La procédure à engager est néanmoins allégée : le changement des limites territoriales peut être mis en œuvre par un décret en conseil d'État et non par la loi, comme le CGCT le prévoyait antérieurement.
Dans sa réponse (publiée au JO le 21/07/2015) à une question écrite, le ministre de la réforme territoriale confirmait que la loi n° 2015-29 du 16 janvier 2015 relative à la délimitation des régions a prévu de permettre, « entre 2016 et 2019 », à un département de « changer de région après avoir obtenu l’aval des 2 conseils régionaux concernés ainsi que du conseil départemental à une majorité des 3/5e ».

### Élections régionales
L'Assemblée a adopté un amendement de Carlos Da Silva supprimant dans toutes les régions le plafonnement à 150 du nombre de conseillers régionaux, ce qui conduit à ce que le nombre total de conseillers régionaux soit le même qu’en droit existant, à savoir 1757.
Le 15 janvier 2015, le Conseil constitutionnel a validé la loi comme « conforme à la Constitution ». Le premier renouvellement général des conseils régionaux suivant la promulgation de la loi se fera donc en décembre 2015. Le mandat des conseillers régionaux élus en mars 2010 prendra ainsi fin en décembre 2015 et celui des conseillers élus en décembre 2015 prendra fin de manière anticipée en mars 2021 (article 10) afin de faire concorder les dates des élections départementales et régionales. En métropole, les Français vont élire pour 6 ans 13 présidents de région (contre 22 auparavant). Le scrutin de liste (à des dates fixées par décret) se fera dans le cadre de sections départementales. « Les conseillers régionaux élus en décembre 2015 tiendront leur première réunion le lundi 4 janvier 2016 dans les régions constituées par regroupement de plusieurs régions, et à la date prévue à l’article L. 4132-7 du code général des collectivités territoriales dans les autres régions ».

### Élections départementales
Le premier renouvellement général des conseils départementaux suivant la promulgation de la loi se tient en mars 2015. Le mandat des conseillers généraux élus en mars 2008 et en mars 2011, qui devait prendre fin en décembre 2015 selon le texte initial, a été maintenu en seconde lecture à sa date initiale. Le mandat des conseillers élus en mars 2015 prendra fin à l'échéance normale de 6 ans, en mars 2021.
Le mandat des conseillers généraux de Mayotte suit le même calendrier que celui des conseillers généraux (article 10). Par contre, celui des conseillers généraux de Guyane et de Martinique est prolongé, en raison de la mise en place de la collectivité territoriale unique dans ces départements en 2016 ; l'élection des assemblées qui remplaceront les conseils généraux et régionaux aura lieu en décembre, en même temps que les élections régionales (article 10).
Le mandat des conseillers généraux du département du Rhône élus dans les cantons compris intégralement dans le territoire de la métropole de Lyon prend fin le 31 décembre 2014 (article 10).

### Grand Paris
Enfin, une disposition propre à la métropole du Grand Paris et n'ayant donc que peu de rapport avec le projet de loi a été ajoutée par l'assemblée en première lecture : les 46 communes franciliennes limitrophes des départements de petite couronne auront jusqu'au 15 novembre 2014 (au lieu du 30 septembre) pour choisir d'intégrer ou non la métropole (article 11).

## Conseil des ministres du31 juillet 2015
Lors de la séance du 31 juillet 2015, le conseil des ministres adopte la liste des chefs-lieux provisoires des nouvelles régions ainsi que l'implantation des directions régionales des services déconcentrés de l'État.
| Région                              | Chef-lieu provisoire                                            | ARS         | DRAAF                | DREAL    | DIRECCTE   | DRAC        | DRJSCS      | INSEE      |
| ----------------------------------- | --------------------------------------------------------------- | ----------- | -------------------- | -------- | ---------- | ----------- | ----------- | ---------- |
| Alsace-Champagne-Ardenne-Lorraine   | Strasbourg Désignée chef-lieu définitif dans le cadre de la loi | Nancy       | Châlons-en-Champagne | Metz     | Strasbourg | Strasbourg  | Strasbourg  | Strasbourg |
| Aquitaine-Limousin-Poitou-Charentes | Bordeaux                                                        | Bordeaux    | Limoges              | Poitiers | Bordeaux   | Bordeaux    | Bordeaux    | Poitiers   |
| Auvergne-Rhône-Alpes                | Lyon                                                            | Lyon        | Clermont-Ferrand     | Lyon     | Lyon       | Lyon        | Lyon        | Lyon       |
| Bourgogne-Franche-Comté             | Dijon                                                           | Dijon       | Dijon                | Besançon | Besançon   | Dijon       | Dijon       | Besançon   |
| Languedoc-Roussillon-Midi-Pyrénées  | Toulouse                                                        | Montpellier | Toulouse             | Toulouse | Toulouse   | Montpellier | Montpellier | Toulouse   |
| Nord-Pas-de-Calais-Picardie         | Lille                                                           | Lille       | Amiens               | Lille    | Lille      | Lille       | Amiens      | Lille      |
| Normandie                           | Rouen                                                           | Caen        | Caen                 | Rouen    | Rouen      | Caen        | Rouen       | Caen       |

De plus, à partir du 1er janvier 2016, les académies de métropole sont regroupées en treize régions académiques.

## Rapport du Conseil de l'Europe
Un rapport présenté le 24 mars 2016 au Congrès des pouvoirs locaux et régionaux du Conseil de l'Europe critique la réforme. Selon les rapporteurs, ni les populations ni les élus n'ont été consultés sur le redécoupage, ce qui contrevient à la Charte européenne de l'autonomie locale,.

## Conséquences

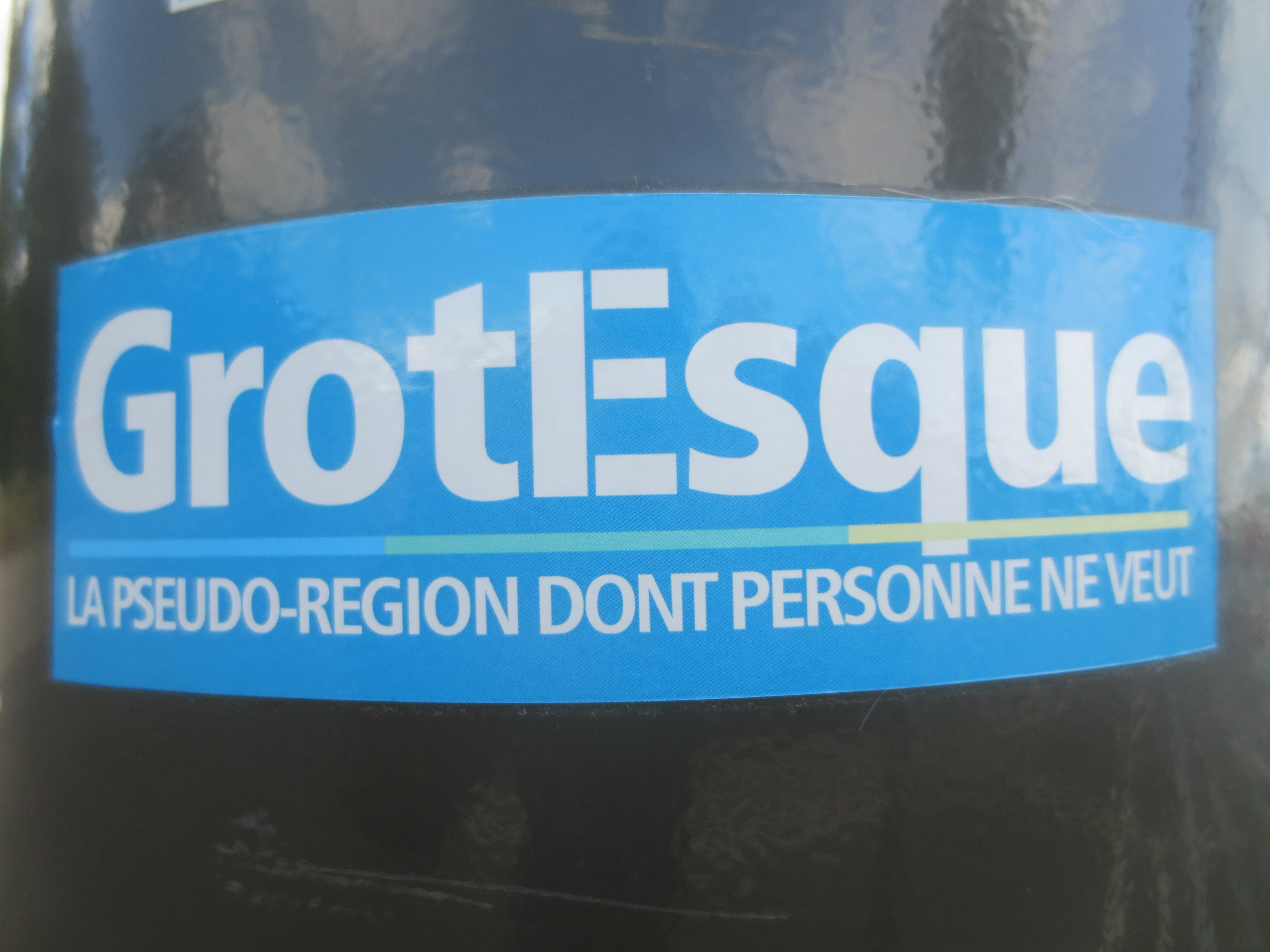
Autocollant montrant l'opposition à la nouvelle région Grand Est.

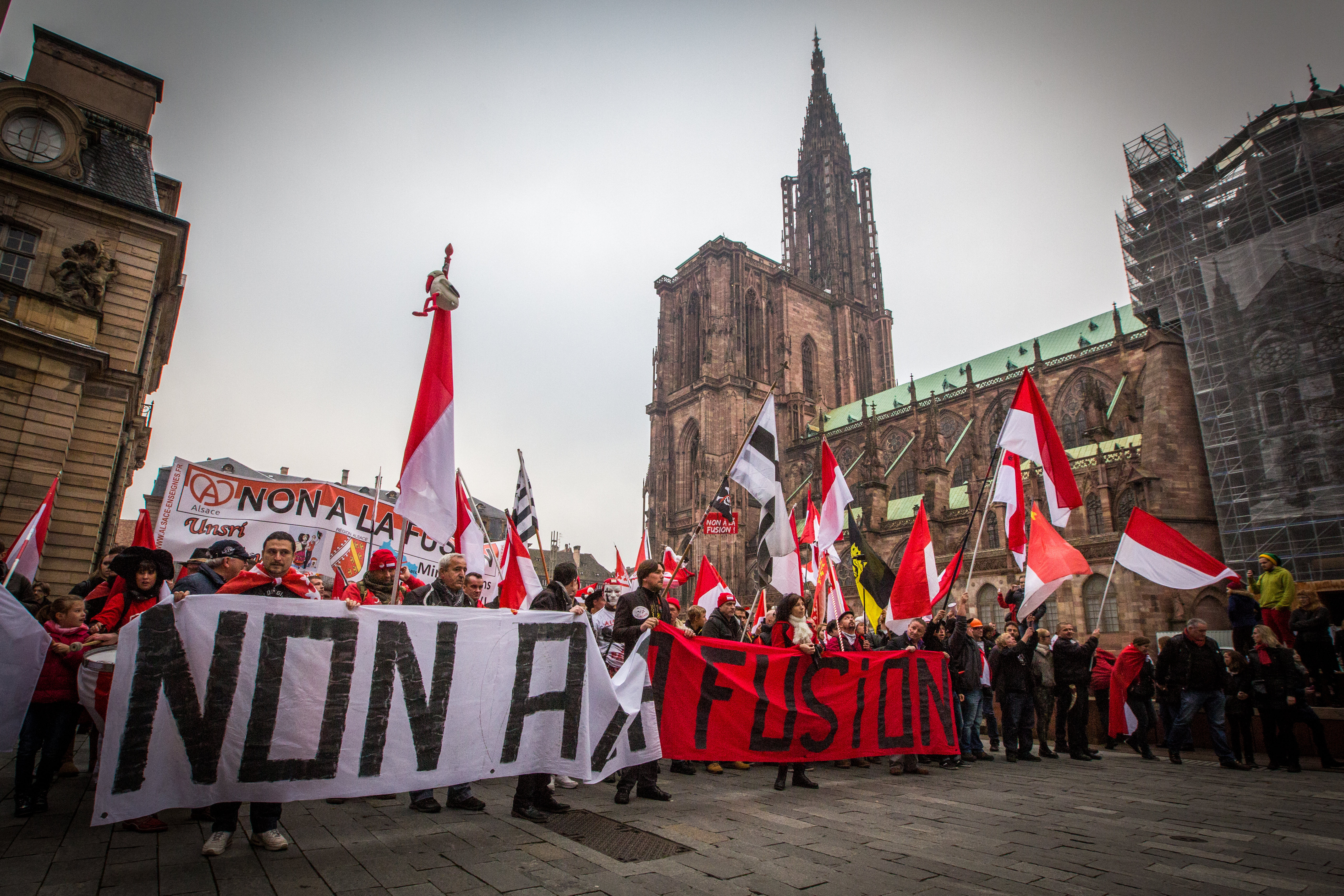
Manifestation en Alsace.

En septembre 2019, dans son rapport sur les finances locales, la Cour des comptes constate que « trois ans après la mise en œuvre de la réforme, les économies de gestion annoncées ne sont pas encore au rendez-vous ». A contrario, sur la base de différentes enquêtes menées par les chambres régionales des comptes, les magistrats relèvent que la fusion des régions a même entraîné « des surcoûts importants ». La rationalisation qui devait être opérée entre les structures qui bénéficient de concours financiers importants des régions, mais sont indépendantes (agences régionales de développement économique, comités régionaux du tourisme, etc.) « reste à ce jour largement inachevée et n'a pas, en conséquence, produit d'économies notables pour les régions ».
Les surcoûts proviennent des dépenses de personnel. Hormis la région Hauts-de-France qui gère huit régimes indemnitaires différents et des indemnités différentielles, les nouveaux régimes indemnitaires régionaux ont été alignés sur le plus favorable des anciennes régions, voire au-delà. La Nouvelle-Aquitaine en particulier en introduisant une prime pour les agents travaillant sur plusieurs sites et en augmentant les agents techniques de catégorie C des lycées devra supporter un coût annuel supplémentaire, au terme d'une mise en œuvre échelonnée de 2018 à 2021, qui représentera plus du double de ce qu'aurait été un strict alignement sur les indemnités des agents titulaires de Poitou-Charentes et des agents non titulaires d'Aquitaine (entre 14,2 millions et 17 millions d'euros, contre environ 8 millions d'euros).
Ainsi, si les effectifs ne sont pas réduits d'ici 2021, cet alignement par le haut coûtera aux régions et aux contribuables, entre 49,35 millions d'euros et 53,35 millions en 2021 par rapport à la situation en 2016. Les indemnités des élus ont été également harmonisées par le haut ce qui représente entre 2015 et 2018 une hausse de 8 % en moyenne dans les régions fusionnées, soit un surcoût pérenne de 3,8 millions d'euros.
La Cour des comptes constate enfin que « les outils de suivi et d'évaluation des coûts de la réforme sont rares et ne favorisent pas leur maîtrise ».
Le 1er janvier 2021, les départements du Bas-Rhin et du Haut-Rhin deviendront la Collectivité européenne d'Alsace. Cette nouvelle collectivité territoriale, qui reprendra le territoire de l'ancienne région Alsace, disposera, en plus des compétences départementales, de certaines compétences particulières tout en continuant à faire partie de la région Grand Est.